# Aganippe pelochroa
Aganippe pelochroa är en spindelart som beskrevs av William Joseph Rainbow och Robert Henry Pulleine 1918. Aganippe pelochroa ingår i släktet Aganippe och familjen Idiopidae.
Artens utbredningsområde är Sydaustralien. Inga underarter finns listade i Catalogue of Life.